# Complejo deportivo municipal Pau Negre
El complejo deportivo municipal Pau Negre-Parque del Migdia (en catalán: complex esportiu municipal Pau Negre-Parc del Migdia), también conocido simplemente como estadio Pau Negre (en catalán: estadi Pau Negre), es un recinto deportivo público de la ciudad de Barcelona, España, destinado principalmente a la práctica del hockey sobre hierba y del atletismo. Fue inaugurado en 1989 como reconstrucción de un estadio anterior, que databa de 1957.
Ubicado junto al Parque del Migdia, forma parte del Anillo Olímpico de Montjuïc, aunque no albergó pruebas de los Juegos Olímpicos de Barcelona 1992.
En él juegan como locales los equipos masculinos y femeninos de la sección de hockey sobre hierba del Fútbol Club Barcelona.

## Instalaciones
El complejo se compone de dos instalaciones deportivas: el estadio Pau Negre que cuenta con un campo de césped artificial de 100 m x 63 m, destinado principalmente al hockey sobre hierba y al fútbol 7; y el estadio Parc del Migdia, que cuenta con una pista de atletismo de 6 calles con 400 metros de cuerda, y cuyo campo central de césped artificial también se dedica al hockey sobre hierba. Dispone además de una recta de saltos de 60 metros —para el salto de longitud y el triple salto— y de una zona de saltos —para el salto de altura— de 54 metros. Ambos estadios tienen sendas gradas, con capacidad para 1314 espectadores sentados, aunque el recinto puede albergar 200 espectadores más de pie.
El complejo deportivo se completa con una sala de musculación de 120 metros cuadrados, además de diez vestuarios y almacenes para material deportivo.

## Historia

### Campo del Cincuentenario
El primitivo estadio estaba ubicado en la desaparecida avenida Internacional, junto al Estadio de Montjuïc. Fue inaugurado el 1 de mayo de 1957 y bautizado inicialmente como Campo del Cincuentenario, en conmemoración del 50 aniversario del hockey catalán. Su construcción palió un importante déficit de instalaciones de este tipo, y la mayor parte de los equipos de hockey sobre hierba barceloneses pasaron a jugar aquí, entre ellos el FC Barcelona.

### Antiguo Estadio Pau Negre
A la muerte de Pau Negre, histórico jugador y directivo de hockey hierba barcelonés, la Federación Catalana de Hockey solicitó al Ayuntamiento de Barcelona que el estadio municipal de este deporte tomase su nombre. Tras una remodelación completa, el recinto se reinauguró el 12 de diciembre de 1978 como Estadio Pau Negre, destacando por ser el primer campo deportivo de césped artificial de la ciudad.

### Nuevo Estadio Pau Negre - Parc del Migdia
A causa de los Juegos de Barcelona 1992, el estadio Pau Negre original se vio afectado por la construcción del Anillo Olímpico de Montjuïc. Fue derribado en 1986 y en su lugar se levantó el Palau Sant Jordi y las instalaciones del Instituto Nacional de Educación Física de Cataluña (INEFC).
El nuevo estadio Pau Negre - Parc del Migdia se construyó a 150 metros del original, dentro del Anillo Olímpico, según proyecto del arquitecto Pere Pujol. Contaba con césped artificial de AstroTurf. Se inauguró el 20 de octubre de 1989, en un acto presidido por el alcalde Pasqual Maragall.
Aunque la candidatura original de Barcelona 1992 contemplaba la disputa de las pruebas de hockey sobre hierba en Montjuïc, finalmente el comité organizador, COOB'92, decidió que la competición se disputase íntegramente en Tarrasa, a pesar de la oposición de la Federación Internacional de Hockey. Dada la proximidad del Pau Negre con el Estadio Olímpico, durante los Juegos fue utilizado como pista de calentamiento para los atletas. En los Juegos Paralímpicos de Barcelona 1992 acogió las pruebas de fútbol 7.
En 2003 albergó los Campeonatos Europeos de Hockey sobre Hierba, masculino y femenino. Durante el Campeonato Europeo de Atletismo de 2010, celebrado en el Estadio Olímpico Lluís Companys, el recinto fue nuevamente usado como pista de calentamiento. Las temporadas 2012/13, 2013/14 y 2014/15 acogió la fase preliminar de la Euroliga masculina de clubes.